# Diogo (mozambicki piłkarz)
Diogo António Alberto znany jako Diogo (ur. 1 marca 1989 w Tete) – mozambicki piłkarz grający na pozycji pomocnika. W swojej karierze rozegrał 29 meczów i zdobył 7 goli w reprezentacji Mozambiku.

## Kariera klubowa
Swoją karierę piłkarską Diogo rozpoczął w klubie Desportivo Tete. W 2007 roku zadebiutował w jego barwach w drugiej lidze mozambickiej. W 2008 roku grał w Desportivo Báruè, a w 2009 - w CD Chingale. W sezonie 2010 był zawodnikiem CD Costa do Sol, a w sezonie 2011 - HCB Songo. W latach 2012–2020 był graczem Ferroviário Maputo. W sezonie 2015 został z nim mistrzem, a w sezonie 2018 wicemistrzem Mozambiku. Karierę kończył w 2021 roku jako piłkarz klubu Ferroviário Nacala.

## Kariera reprezentacyjna
W reprezentacji Mozambiku Diogo zadebiutował 2 maja 2012 w przegranym 0:3 towarzyskim meczu z Iranem, rozegranym w Karadżu. Od 2012 do 2015 wystąpił w kadrze narodowej 29 razy i strzelił 7 goli.